# Богуслав Ернест Денгофф
Богуслав Ернест Денгофф (*Bogusław Ernest Denhoff, д/н — 24 березня 1734) — державний і військовий діяч, урядник Речі Посполитої.

## Життєпис
Походив з німецького шляхетського роду Денгоффів власного гербу. Старший син Герарда Денгоффа, підсттолія великого литовського, та Анни Беати фон Голдштейн.
У 1699 році було призначено командиром піхотного полку коронної гвардії. У 1702 році отримав посаду підкоморія великого литовського. У 1703 році оженився на представниці польського шляхетського роду Белінських. Невдовзі дружина Богуслава Ернеста Денгоффа стала однієї з коханок короля Августа II. 1704 року долучився до Сандомирської конфедерації, що підтримувала останнього. Брав участь у бойових діях у 1704—1706 років проти прихильників Станіслава Лещинського та шведського короля Карла XII.
У 1705 році Богуслав Ернест Денгоф стає генерал-лейтенантом коронних іноземних військ (переважно німецьких найманців). У 1710 році надано звання генерала литовського артилерії (до 1725 року). У 1711 році командував піхотним і драгунським полками в військах Великого князівства Литовського. 1717 року отримує посаду полковником Другого регименту піхотного коронного.
У 1719 році Маріанна Денгофф отримала від папи римського Климента XI дозвіл на розлучення з Богуславом Ернестом Денгоффом, після чого разом з королем виїхала до Дрездена. 

## Родина
Дружина — Маріанна, донька Казимира Людвіка Бєлінського, маршалка великого коронного
дітей не було